# N. Simrock
N. Simrock (in tedesco Musikverlag N. Simrock, Simrock Verlag o semplicemente Simrock) era una casa editrice musicale tedesca fondata da Nikolaus Simrock, che pubblicò molti compositori di musica classica tedesca del XIX secolo. Fu acquistata nel 1929 da Anton Benjamin.

## Storia
L'azienda fu fondata nel 1793 da Nikolaus Simrock a Bonn. Fu ampliata dal figlio Peter Joseph nel XIX secolo e nel 1870 trasferita a Berlino dal figlio di quest'ultimo Fritz. Suo nipote Hans Simrock in seguito gestì la compagnia e nel 1907 acquisì un'altra casa editrice musicale, Bartolf Senff di Lipsia.
Nel 1911 l'azienda si fuse con la casa editrice di Albert Ahn per formare Ahn & Simrock, con sede a Bonn e Berlino, ma successivamente si separò da essa. Nel 1929 fu venduta all'editore di Lipsia Anton J. Benjamin, che fu reinsediata nel 1951 ad Amburgo e acquisita da Boosey & Hawkes nel 2002.
Molti degli archivi e delle targhe dell'azienda andarono perduti durante la seconda guerra mondiale e dovettero essere ricostruiti riproducendo vecchie edizioni. Gli archivi rimanenti erano per lo più conservati in quello che ora è l'Archivio di Stato della Sassonia a Lipsia, ma parte del materiale è stato disperso negli anni novanta e all'inizio degli anni duemila.
La compagnia è stata la prima editrice musicale di un vero e proprio "Who's Who" di compositori di musica classica, tra cui Wolfgang Amadeus Mozart (quella che doveva essere una copia scritta a mano del Flauto magico), Joseph Haydn, Ludwig van Beethoven (13 prime edizioni), Robert Schumann (compresa la sua terza sinfonia), Johannes Brahms, Felix Mendelssohn (come i suoi oratori Elias e Paulus), Max Bruch (compreso il suo Concerto per violino n. 1), Antonín Dvořák, Elisabeth Wintzer e Josef Suk.